# Arquidiocese de Mobile
A Arquidiocese de Mobile (Archidiœcesis Mobiliensis) é uma circunscrição eclesiástica da Igreja Católica situada em Mobile, Alabama, Estados Unidos. Seu atual arcebispo é Mark Steven Rivituso. Sua Sé é a Catedral Basílica da Imaculada Conceição de Mobile.
Possui 76 paróquias servidas por 119 padres, contando com 3,8% da população jurisdicionada batizada.

## História
O Vicariato Apostólico do Alabama e da Flórida foi ereto em 29 de agosto de 1825, recebendo o território da Diocese da Louisiana e de duas Flóridas (hoje Arquidiocese de Nova Orleães).
Em 15 de maio de 1829 por efeito do breve Inter multiplices do Papa Pio VIII o vicariato apostólico foi elevado a diocese e assume o nome de Diocese de Mobile. Originariamente era sufragânea da Arquidiocese de Baltimore.
Em 3 de julho de 1850 cede uma parte do seu território em vantagem da ereção da Diocese de Savannah. Em 19 de julho do mesmo ano, passa a fazer parte da província eclesiástica da Arquidiocese de Nova Orleães.
Em 30 de abril de 1954 por força do decreto Urbs Birminghamia da Sagrada Congregação Consistorial foi ereta a co-catedral de Birmingham e assume o nome de Diocese de Mobile-Birmingham.
Em 28 de junho de 1969 a diocese se divide dando origem à Diocese de Mobile e à Diocese de Birmingham.
Em 29 de julho de 1980 é elevada ao posto de arquidiocese metropolitana com a bula Sacrorum Antistites do Papa João Paulo II.

## Prelados
| #              | Nome                   | Período    | Notas                                |
| Arcebispos     | Arcebispos             | Arcebispos | Arcebispos                           |
| -------------- | ---------------------- | ---------- | ------------------------------------ |
| 3º             | Mark Steven Rivituso   | 2025-      | Atual                                |
| 2º             | Thomas John Rodi       | 2008-2025  |                                      |
| 1º             | Oscar Hugh Lipscomb    | 1980-2008  |                                      |
| Bispo-auxiliar |                        |            |                                      |
|                | Joseph Gregory Vath    | 1966-1969  | Nomeado Bispo de Birmingham          |
|                | Joseph Aloysius Durick | 1954-1963  | Nomeado Bispo coadjutor de Nashville |
| Bispo          |                        |            |                                      |
| 7º             | John Lawrence May †    | 1969-1980  | Nomeado Arcebispo de Saint Louis     |
| 6º             | Thomas Joseph Toolen † | 1927-1969  |                                      |
| 5º             | Edward Patrick Allen † | 1897-1926  |                                      |
| 4º             | Jeremiah O'Sullivan †  | 1885-1896  |                                      |
| 3º             | Dominic Manucy †       | 1884       |                                      |
| 2º             | John Quinlan †         | 1859-1883  |                                      |
| 1º             | Michael Portier †      | 1825-1859  |                                      |

## Documentos pontifícios
- (em latim) Breve Inter multiplices, in Bullarium pontificium Sacrae congregationis de propaganda fide, tomo V, Romae 1841, p. 46
- (em italiano) Breve Inter multiplices
- (em latim) Decreto Urbs Birminghamia, AAS 46 (1954), p. 606
- (em latim) Bula Sacrorum Antistites